# Acollesis mimetica
Acollesis mimetica là một loài bướm đêm trong họ Geometridae.